# سيدريك فابيان
سيدريك فابيان (31 يناير 1982 بكايين في فرنسا - ) (بالفرنسية: Cédric Fabien)‏ هو لاعب كرة قدم فرنسي في مركز الوسط. لعب مع نادي إنتينت ونادي بريست ونادي بولون ونادي تور ونادي لومان.

## وصلات خارجية
- سيدريك فابيان على موقع رابطة كرة القدم الفرنسية للمحترفين (الإنجليزية)
- سيدريك فابيان على موقع قاعدة بيانات كرة القدم.إي يو (الإنجليزية)
- سيدريك فابيان على موقع ناشيونال فوتبول تيمز (الإنجليزية)
- سيدريك فابيان على موقع Soccerway.com (الإنجليزية)